# NGC 6137
NGC 6137 је елиптична галаксија у сазвежђу Северна круна која се налази на NGC листи објеката дубоког неба.
Деклинација објекта је + 37° 55' 21" а ректасцензија 16h 23m 3,1s. Привидна величина (магнитуда) објекта NGC 6137 износи 13,1 а фотографска магнитуда 14,1. NGC 6137 је још познат и под ознакама NGC 6137A, UGC 10364, MCG 6-36-39, CGCG 196-63, PGC 57966.